# 몬트리올의 시내버스 노선 목록
몬트리올의 시내버스는 퀘벡주 몬트리올섬의 대중교통을 맡고 있는 몬트리올 교통공사 (Société de transport de Montréal, STM)의 주간 버스 노선 220개와 심야 버스 노선 23개 등으로 몬트리올 섬 등지를 수송하는 교통 체계로, STM의 버스 노선은 2024년 1/4분기 기준 하루 평균 68만 6,300명을 실어나르며 지하철 다음으로 승객을 많이 실어나르는 교통 수단이기도 하다.
버스 노선은 번호와 명칭으로 일컫는데, 노선 명칭은 노선이 따라가는 도로나 지역의 이름에서 따온다.

## 노선
아래는 2024년 8월 26일 기준 몬트리올 교통공사가 운행하는 일반, 심야, 급행, 셔틀버스 등의 노선 목록이다.
| 범례 | 범례 |
| ---- | --- |
|      | 일반 버스 (10-249)                                                                                               |
|      | 평일 출퇴근 시간대 운행하는 일반 버스                                                                            |
|      | 고빈도 버스 (평일 오전 6시 - 오후 8시)                                                                           |
| 45   | 고빈도 버스 (평일 출퇴근 시간대)                                                                                 |
|      | 심야버스 (300번대)                                                                                               |
|      | 급행버스 (400번대)                                                                                               |
|      | 셔틀버스 (700번대) - 747번 공항 셔틀버스 포함 - 800번대 임시 셔틀버스 포함 - 900번대 통근열차 대체 셔틀버스 포함 |
|      | 기타 셔틀버스 |

| 노선  | 노선                                     | 노선                                        | 종점                         | 종점                                        | 종점                         | 종점                                                                          | 차고           | 비고 |
| ----- | ---------------------------------------- | ------------------------------------------- | ---------------------------- | ------------------------------------------- | ---------------------------- | ----------------------------------------------------------------------------- | -------------- | --- |
| 10    | 드 로리미에                              | De Lorimier                                 | 북                           | 드 로리미에 / 크레마지                      | 남                           | 파피노역                                                                      | 프롱트낙       | |
| 11    | 몽루라얄 공원 / 리지우드                 | Parc du Mont-Royal / Ridgewood              | 동                           | 크리스토프 콜롬 / 라셸                      | 서                           | 리지우드                                                                      | 몽루아얄       | - 오후 9시 30분 이후에는 퀸 메리 / 가티노에 종착 - 오후 9시 30분 이후 리지우드행 버스는 166번이 대신 운행                                                                               |
| 12    | 일데쇠르                                 | Île-des-Sœurs                               | 북                           | 드 레글리즈역                               | 남                           | 앙드레 프레보 / 세르주 가랑                                                   | 라살           | |
| 13    | 크리스토프 콜롬                          | Christophe-Colomb                           | 북                           | 루슬로 / 자리                               | 남                           | 로즈몽역                                                                      | 생드니         | - 평일 출퇴근 시간대에만 운행 |
| 14    | 아다데겐                                 | Atateken                                    | 북                           | 로리에역                                    | 남                           | 샹드마르스역                                                                  | 몽루아얄       | - 매일 오후 7시 30분까지 운행 |
| 16    | 그레이엄                                 | Graham                                      | 동                           | 파크역                                      | 서                           | 데셀 / 애보트                                                                 | 스틴슨         | |
| 17    | 데카리                                   | Décarie                                     | 북                           | 코트베르튀역                                | 남                           | 플라스생앙리역                                                                | 생로랑         | |
| 18    | 보비앙                                   | Beaubien                                    | 동                           | 오노레 보그랑역                             | 서                           | 생로랑 / 생조티크                                                             | 생드니         | |
| 19    | 샤바넬 / 마르쉐 상트랄                   | Chabanel / Marché Central                   | 동                           | 크레마지역                                  | 서                           | 루뱅 / 아카디                                                                 | 르장드르       | |
| 22    | 노트르담                                 | Notre-Dame                                  | 동                           | 조르주 생크 / 노트르담                      | 서                           | 아송시옹역                                                                    | 프롱트낙       | |
| 24    | 셰르브루크                               | Sherbrooke                                  | 동                           | 몽고메리 / 셰르브루크                       | 서                           | 빌라마리아역                                                                  | 프롱트낙       | - 평일 출퇴근 시간대 일부 버스는 셰르브루크역 - 몽고메리 구간 만을 운행한다. |
| 25    | 앵거스                                   | Angus                                       | 북                           | 로즈몽역                                    | 남                           | 프레퐁텐역                                                                    | 몽루아얄       | - 평일 오후 9시 15분까지 운행 |
| 26    | 메르시에에스트                           | Mercier-Est                                 | 동                           | 로비타이유 / 클로드 마송                    | 서                           | 라디송역                                                                      | 앙주           | - 평일 아침 일부 버스편이 셰르브루크를 경유해 오노레 보그랑역에 종착 |
| 27    | 생조셉                                   | Saint-Joseph                                | 동                           | 로리에 / 잔 다르크                          | 서                           | 로리에역                                                                      | 몽루아얄       | |
| 28    | 오노레 보그랑                            | Honoré-Beaugrand                            | 북                           | 앙주 차고지                                 | 남                           | 라퐁텐 / 조르주 비제                                                          | 앙주           | |
| 29    | 라셸                                     | Rachel                                      | 동                           | 졸리엣역                                    | 서                           | 생튀르뱅 / 데 팽                                                              | 프롱트낙       | |
| 30    | 생드니 / 생튀베르                        | Saint-Denis / Saint-Hubert                  | 북                           | 앙리 부라사역                               | 남                           | 아다데겐 / 비제                                                               | 생드니         | |
| 31    | 생드니                                   | Saint-Denis                                 | 북                           | 앙리 부라사역                               | 남                           | 로즈몽역                                                                      | 생드니         | - 주말 오후 7시 15분까지 운행 |
| 32    | 라코르데르                               | Lacordaire                                  | 북                           | 라코르데르 / 레제                           | 남                           | 루지몽 / 노트르담                                                             | 앙주           | |
| 33    | 랑젤리에                                 | Langelier                                   | 북                           | 오지아스 르둑 / 페라                        | 남                           | 에밀 르그랑 / 노트르담                                                        | 앙주           | |
| 34    | 생트카트린                               | Sainte-Catherine                            | 동                           | 비오역                                      | 서                           | 파피노역                                                                      | 프롱트낙       | |
| 35    | 그리핀타운                               | Griffintown                                 | 동                           | 맥길역                                      | 서                           | 앙그리뇽역                                                                    | 라살           | - 2024년 8월 26일부터 서부 종점 연장 |
| 36    | 몽크                                     | Monk                                        | 동                           | 스콰르빅토리아-OACI역                       | 서                           | 앙그리뇽역                                                                    | 라살           | - 2024년 8월 26일부터 시내 구간 노선이 노트르담 경유로 변경 |
| 37    | 졸리쾨르                                 | Jolicoeur                                   | 동                           | 라살역                                      | 서                           | 앙그리뇽역                                                                    | 라살           | - 2024년 8월 26일부터 기존 37번 버스는 앙그리뇽역에서 라살역까지 37번이 운행하고, 라살역에서 방돔역까지는 새로 신설되는 38번 드 레글리즈 버스가 대체 운행                               |
| 38    | 드 레글리즈                              | De l'Église                                 | 북                           | 방돔역                                      | 남                           | 드 레글리즈역                                                                 |                | - 2024년 8월 26일부터 37번의 일부 구간을 대체해 새로 운행 |
| 39    | 데 그랑드프레리                          | Des Grandes-Prairies                        | 동                           | 데 시앙스 / 바티쇠르                        | 서                           | 다미앙 / 오텔드빌                                                             | 앙주           | - 평일 출퇴근 시간대에만 운행 |
| 40    | 앙리 부라사 에스트                       | Henri-Bourassa Est                          | 동                           | 푸앵토트랑블역                              | 서                           | 다모스 / 아르튀르 뷔                                                          | 앙주           | |
| 41    | 생미셸 / 엉식 마을버스                   | Quartier Saint-Michel / Ahuntsic            | 동                           | 포레스트 / 피뇌프                           | 서                           | 소베역                                                                        | 르장드르       | |
| 43    | 몽슬레                                   | Monselet                                    | 동                           | 리비에르데프레리 / 구앵                     | 서                           | 생비탈 / 앙리 부라사                                                          | 앙주           | |
| 44    | 아르망 봄바르디에                        | Armand-Bombardier                           | 북                           | 26번가 / 구앵                               | 남                           | 라디송역                                                                      | 앙주           | |
| 45    | 파피노                                   | Papineau                                    | 북                           | 드 생패르맹 / 구앵                          | 남                           | 파피노역                                                                      | 르장드르       | |
| 46    | 카스그랭                                 | Casgrain                                    | 동                           | 로리에역                                    | 서                           | 베르나르 / 드 레스플라나드                                                    | 생드니         | 평일 오전 6시부터 오후 8시 30분까지 운행 |
| 47    | 마송                                     | Masson                                      | 동                           | 로리에 / 잔 다르크                          | 서                           | 로리에역                                                                      | 몽루아얄       | |
| 48    | 페라                                     | Perras                                      | 동                           | 리비에르데프레리역                          | 서                           | 앙리 부라사역                                                                 | 르장드르       | |
| 48X   | 페라 / 구앵                              | Perras / Gouin                              | 동                           | 리비에르데프레리역 구앵, 오지아스 르둑 경유 | 서                           | 앙리 부라사역 구앵, 오지아스 르둑 경유                                        | 르장드르       | |
| 49    | 모리스 뒤플레시                          | Maurice Duplessis                           | 동                           | 리비에르데프레리역                          | 서                           | 앙리 부라사역                                                                 | 앙주           | |
| 50    | 구도심 / 구항구                          | Vieux-Montréal / Vieux-Port                 | 동                           | 베리-UQAM역                                 | 서                           | 데 팽 / 뒤 독퇴르 펜필드                                                      | 프롱트낙       | - 2024년 8월 26일부터 715번 버스에서 50번으로 노선 번호 변경 - 서부 종점 또한 몽루아얄까지 연장                                                                                         |
| 51    | 에두아르 몽프티                          | Édouard-Montpetit                           | 동                           | 로리에역                                    | 서                           | 몽레알웨스트역                                                                | 몽루아얄       | - 평일 출퇴근 시간대 일부 노선은 스노든역에서 시종착한다. |
| 52    | 드 리에주                                | De Liège                                    | 동                           | 크레마지역                                  | 서                           | 드 리에주 / 잔 망스                                                           | 르장드르       | - 평일 출퇴근 시간대에 운행 |
| 54    | 샤를랑 / 샤바넬                          | Charland / Chabanel                         | 동                           | 소베 / 라로즈                               | 서                           | 코트베르튀 / 르보                                                             | 르장드르       | - 매일 오전 6시부터 오후 7시까지 운행 |
| 55    | 생로랑                                   | Saint-Laurent                               | 북                           | 앙리 부라사역                               | 남                           | 플라스다름역                                                                  | 생드니         | |
| 56    | 생튀베르                                 | Saint-Hubert                                | 북                           | 앙리 부라사역                               | 남                           | 콜레주 엉식                                                                   | 르장드르       | - 학교 수업일에만 운행 |
| 57    | 샤를부아                                 | Charlevoix                                  | 동                           | 기-컨커디아역                               | 서                           | 드 콩데 / 뒤 상트르                                                           | 라살           | - 2024년 8월 26일부터 샤를부아역 북쪽으로 노선 변경. - 기존 57번 푸앵트생샤를에서 샤를부아로 노선명 변경.                                                                               |
| 61    | 웰링턴                                   | Wellington                                  | 동                           | 도체스터 광장 (몬트리올 관광안내소)         | 서                           | 스티븐스 / 라살                                                               | 라살           | - 2024년 8월 26일부터 불바르 라살 동부 구간 노선 변경 |
| 63    | 지루아르                                 | Girouard                                    | 북                           | 클랜레널드 / 이사벨라                       | 남                           | 앳워터역                                                                      | 라살           | |
| 64    | 그레네                                   | Grenet                                      | 북                           | 그레네 / 드 세르                            | 남                           | 코트베르튀역                                                                  |                | |
| 66    | 더 블루버드                              | The Boulevard                               | 북                           | 워클리 / 코트생룩                           | 남                           | 기-컨커디아역                                                                 | 생드니         | |
| 67    | 생미셸                                   | Saint-Michel                                | 북                           | 생미셸 / 앙리 부라사                        | 남                           | 졸리엣역                                                                      | 르장드르       | |
| 68    | 피에르퐁                                 | Pierrefonds                                 | 동                           | 그레네 / 드 세르                            | 서                           | 캅생자크 자연공원                                                             | 생로랑         | - 일부 시간대 버스편은 앙스아롬므 / 팀벌리까지 연장 운행. - 여름 기간 평일 평시 오후 9시 이전, 주말 오후 9시 이전에 캅생자크 강수욕장까지 버스 운행.                                    |
| 69    | 구앵                                     | Gouin                                       | 동                           | 세젭 마리 빅토랭                            | 서                           | 그레네 / 드 세르                                                              | 르장드르       | |
| 70    | 부아프랑                                 | Bois-Franc                                  | 동                           | 코트베르튀역                                | 서                           | 트랑스캐네디엔느 / 레비                                                       | 생로랑         | - 주말 대부분 버스편은 레이몽 라니에 / 보락에서 시종착. |
| 71    | 푸앵트생샤를                             | Pointe-Saint-Charles                        | 북                           | 기-컨커디아역                               | 남                           | 드 레글리즈역                                                                 | 라살           | - 2024년 8월 26일부터 남부 종점이 드 레글리즈역까지 연장되고, 북부 종점은 기-컨커디아역으로 변경. - 기존에 71번 뒤 상트르(Du Centre)였던 버스 노선명도 동네 이름인 푸앵트생샤를로 변경. |
| 72    | 알프레드 노벨                            | Alfred-Nobel                                | 동                           | 코트베르튀역                                | 서                           | 페어뷰 터미널                                                                 | 생로랑         | - 평일 오전 6시 30분부터 오후 7시까지 운행 |
| 73    | 돌턴                                     | Dalton                                      | 동                           | 뒤 콜레주역                                 | 서                           | 캐번디시 / 그리피스                                                           | 생로랑         | |
| 74    | 브릿지                                   | Bridge                                      | 북                           | 보나방튀르역                                | 남                           | 마크 캉탱 / 스튜디오 MELS                                                     | 프롱트낙       | |
| 80    | 아브뉘 뒤 파크                           | Avenue du Parc                              | 북                           | 퀘르브 / 뒤로쉐                             | 남                           | 플라스데자르역                                                                | 스틴슨         | |
| 81    | 생장밥티스트                             | Saint-Jean-Baptiste                         | 북                           | 로돌프 포르제 / 페르낭 포레스트             | 남                           | 생장밥티스트 / 노트르담                                                       | 앙주           | |
| 85    | 오슐라가                                 | Hochelaga                                   | 동                           | 뒤 골프 / 메트로폴리탄                      | 서                           | 프롱트낙역                                                                    | 프롱트낙       | |
| 86    | 푸앵토트랑블                             | Pointe-aux-Trembles                         | 동                           | 100번가 / 뷔로                              | 서                           | 58번가 / 구앵                                                                 | 앙주           | |
| 90    | 생자크                                   | Saint-Jacques                               | 동                           | 앳워터역                                    | 서                           | 달베 비오 학교                                                                | 라살           | |
| 92    | 장 탈롱 웨스트                           | Jean-Talon Ouest                            | 동                           | 장 탈롱역                                   | 서                           | 데 조키 / 클랜레널드                                                          | 생드니         | |
| 93    | 장 탈롱                                  | Jean-Talon                                  | 동                           | 에버렛 / 피뇌프                             | 서                           | 파크역                                                                        | 스틴슨         | |
| 94    | 디베르빌                                 | D'Iberville                                 | 북                           | 태양의 서커스                               | 남                           | 뒤 아브르 / 생트카트린                                                        | 프롱트낙       | |
| 95    | 벨랑제                                   | Bélanger                                    | 동                           | 갈르리 당주                                 | 서                           | 장 탈롱역                                                                     | 생드니         | |
| 97    | 아브뉘 뒤 몽루아얄                       | Avenue du Mont-Royal                        | 동                           | 피뇌프역                                    | 서                           | 몽루아얄 공원                                                                 | 몽루아얄       | |
| 99    | 빌르레                                   | Villeray                                    | 동                           | 에버렛 / 24번가                             | 서                           | 장 탈롱역                                                                     | 생드니         | |
| 100   | 크레마지                                 | Crémazie                                    | 동                           | 크레마지역                                  | 서                           | CAE 터미널                                                                    | 스틴슨         | |
| 101   | 생파트릭                                 | Saint-Patrick                               | 동                           | 리오넬 그루역                               | 서                           | 리버뷰 / 에얼리 (라살 구청)                                                   | 라살           | - 2024년 8월 26일부터 서부 종점이 앙그리뇽역을 거쳐 라살 구청까지, 동부 종점은 리오넬 그루역까지 연장.                                                                                  |
| 102   | 소머레드                                 | Somerled                                    | 동                           | 방돔역                                      | 서                           | 코노트 / 웨스트모어                                                           | 라살           | |
| 103   | 몽클랜드                                 | Monkland                                    | 동                           | 빌라마리아역                                | 서                           | 코트생룩 / 웨스트민스터                                                       | 스틴슨         | |
| 104   | 캐번디시                                 | Cavendish                                   | 동                           | 앳워터역                                    | 서                           | 콜드웰 / 데 마이모니드                                                        | 라살           | |
| 105   | 셰르브루크                               | Sherbrooke                                  | 동                           | 방돔역                                      | 서                           | 몽레알웨스트역                                                                | 스틴슨         | |
| 106   | 뉴먼                                     | Newman                                      | 동                           | 앙그리뇽역                                  | 서                           | 라플뢰르 터미널                                                               | 라살           | - 2024년 8월 26일부터 406번 뉴먼 급행과 노선을 통합하면서 평일 출퇴근 시간대에 최대 12분 간격으로 운행                                                                                  |
| 107   | 베르됭                                   | Verdun                                      | 북                           | 스콰르빅토리아-OACI역                       | 남                           | 세젭 앙드레 로랑도                                                            | 라살           | - 2024년 8월 26일 노선 개편으로 평일 출퇴근 시간대에 최대 12분 간격 운행. |
| 108   | 바나타인                                 | Bannatyne                                   | 동                           | 앳워터역                                    | 서                           | 바나타인 / 스티븐스                                                           | 라살           | |
| 110   | 상트랄                                   | Centrale                                    | 동                           | 앙그리뇽역                                  | 서                           | 28번가 / 리멤버런스                                                           | 라살           | - 2024년 8월 26일 노선 개편으로 세젭 앙드레 로랑도 경유, 또한 아크둑 운하 남쪽 구간 노선 변경.                                                                                          |
| 112   | 에얼리                                   | Airlie                                      | 동                           | 졸리쾨르역                                  | 서                           | 에얼리 / 라플뢰르                                                             | 라살           | - 2024년 8월 26일 노선 개편으로 평일 출퇴근 시간대에 최대 12분 간격으로 운행 |
| 113   | 라피에르                                 | Lapierre                                    | 동                           | 앙그리뇽역                                  | 서                           | 라플뢰르 터미널                                                               | 라살           | - 2024년 8월 26일부터 장 밀로를 따라 노선 선형 직선화. |
| 114   | 앙그리뇽                                 | Angrignon                                   | 북                           | STM 라살 차량기지                           | 남                           | 조르주 / 알베르 쿠튀르                                                        | 라살           | - 2024년 8월 26일부터 운행 개시 |
| 115   | 파레                                     | Paré                                        | 동                           | 나뮈르역                                    | 서                           | 데본셔 / 크래프트 캐나다 공장                                                 | 스틴슨         | - 평일 출퇴근 시간대에만 운행 |
| 117   | 오브라이언                               | O'Brien                                     | 북                           | 구앵 / 오브라이언                           | 남                           | 뒤 콜레주역                                                                   | 생로랑         | |
| 119   | 록랜드                                   | Rockland                                    | 북                           | 레이어드 / 캐노라                           | 남                           | 코트데네이주역                                                                | 스틴슨         | |
| 121   | 소베 / 코트베르튀                        | Sauvé / Côte-Vertu                          | 동                           | 생미셸 / 소베                               | 서                           | 보락 / 티먼스                                                                 | 르장드르       | |
| 123   | 돌라르 / 셰브첸코                        | Dollard / Shevchenko                        | 북                           | 몽레알웨스트역                              | 남                           | 가녜 / 상트르 르카발리에                                                      | 라살           | - 2024년 8월 26일부터 뉴먼 남쪽으로 노선 변경하여 불바르 셰브첸코를 따라 운행. - 198번 브로드웨이가 돌라르 일부를 대신 운행. - 노선명도 123번 돌라르에서 돌라르 / 셰브첸코로 변경.      |
| 124   | 빅토리아                                 | Victoria                                    | 북                           | 스틴슨 / 호지                               | 남                           | 방돔역                                                                        | 스틴슨         | |
| 125   | 온타리오                                 | Ontario                                     | 동                           | 비오역                                      | 서                           | 플라스데자르역 ( 맥길역 경유)                                                 | 프롱트낙       | |
| 126   | 티먼스 / 그레네                          | Thimens / Grenet                            | 동                           | 그레네 / 앙리 부라사                        | 서                           | 생로랑 고등학교                                                               | 생로랑         | - 학교 수업일에만 운행 |
| 128   | 생로랑                                   | Saint-Laurent                               | 북                           | 뮈르 / 푸아리에                             | 남                           | 스틴슨 / 호지                                                                 | 스틴슨         | |
| 129   | 코트생트카트린                           | Côte-Sainte-Catherine                       | 북                           | 클랜레널드 / 이사벨라                       | 남                           | 샹드마르스역                                                                  | 생드니         | |
| 131   | 드 라송시옹                              | De l'Assomption                             | 북                           | 앙주뱅 / 리시외                             | 남                           | 아송시옹역                                                                    | 프롱트낙       | |
| 135   | 드 레스플라나드                          | De l'Esplanade                              | 북                           | 뒤 뤼소역                                   | 남                           | 크레마지역                                                                    | 르장드르       | - 평일 출퇴근 시간대에만 운행 |
| 136   | 비오                                     | Viau                                        | 북                           | 그랑드프레리 / 라코르데르                   | 남                           | 비오역                                                                        | 프롱트낙       | |
| 138   | 노트르담드그라스                         | Notre-Dame-de-Grâce                         | 동                           | 앳워터역                                    | 서                           | 콜드웰 / 데 마이모니드                                                        | 라살           | |
| 139   | 피뇌프                                   | Pie-IX                                      | 북                           | 앙리 부라사 / 피뇌프                        | 남                           | 피뇌프 / 노트르담                                                             | 르장드르       | - 피뇌프 오른쪽 차로를 따라 30분 간격으로 운행하는 완행 버스. 중앙버스전용차선에는 439번 피뇌프 BRT 버스가 운행한다.                                                                    |
| 140   | 플루리                                   | Fleury                                      | 동                           | 구앵 / 생트게르트뤼드                       | 서                           | 소베역                                                                        | 르장드르       | |
| 141   | 장 탈롱 에스트                           | Jean-Talon Est                              | 동                           | 오노레 보그랑역                             | 서                           | 생미셸역                                                                      | 앙주           | |
| 144   | 아브뉘 데 팽                             | Avenue des Pins                             | 동                           | 셰르브루크역                                | 서                           | 앳워터역                                                                      | 생드니         | |
| 146   | 크리스토프 콜롬 / 메이예르               | Christophe-Colomb / Meilleur                | 동                           | 앙리 부라사역                               | 서                           | 조르주 바릴 / 앙리 부라사 (오후 8시 이전) 뒤 몽카생 / 메이예르(오후 8시 이후) | 르장드르       | |
| 150   | 르네 레베크                              | René-Lévesque                               | 동                           | 파피노역                                    | 서                           | 앳워터역                                                                      | 프롱트낙       | |
| 160   | 바클레이                                 | Barclay                                     | 동                           | 보비앙역                                    | 서                           | 베지나 / 쿨브루크                                                             | 스틴슨         | |
| 161   | 밴혼                                     | Van Horne                                   | 동                           | 로즈몽역                                    | 서                           | 킬데어 / 웨스트민스터                                                         | 생드니         | |
| 162   | 웨스트민스터                             | Westminster                                 | 동                           | 빌라마리아역                                | 서                           | 킬데어 / 캐번디시                                                             | 스틴슨         | |
| 164   | 뒤드맹                                   | Dudemaine                                   | 동                           | 앙리 부라사역                               | 서                           | 게네트 / 부아프랑                                                             | 생로랑         | |
| 165   | 코트데네이주                             | Côte-des-Neiges                             | 북                           | 빌드몽루아얄역                              | 남                           | 기-컨커디아역                                                                 | 스틴슨         | |
| 166   | 퀸 메리                                  | Queen Mary                                  | 북                           | 베지나 / 맥도널드                           | 남                           | 기-컨커디아역                                                                 | 스틴슨         | - 오후 9시 이후 리지우드 경유 |
| 168   | 시테뒤아브르                             | Cité-du-Havre                               | 북                           | 맥길역                                      | 남                           | 앙드레 프레보 / 세르주 가랑                                                   | 프롱트낙       | |
| 170   | 켈러                                     | Keller                                      | 북                           | 장 부르동 / 루이 자동                       | 남                           | 코트베르튀역                                                                  | 생로랑         | |
| 171   | 앙리 부라사                              | Henri-Bourassa                              | 동                           | 앙리 부라사역                               | 서                           | 티먼스 / 캐번디시                                                             | 스틴슨         | - 평일 출퇴근 시간대 일부 버스편은 부아프랑역에서 시종착. |
| 172   | 뒤 골프                                  | Du Golf                                     | 북                           | 일데쇠르역                                  | 남                           | 르베르 / 플라스 뒤 코메르스                                                   | 프롱트낙       | - 평일 상시 운행 |
| 174   | 코트베르튀 웨스트                        | Côte-Vertu Ouest                            | 동                           | 코트베르튀역                                | 서                           | 에어캐나다 본사                                                               | 생로랑         | - 평일 오전 5시 30분부터 오후 10시 45분까지 운행 |
| 175   | 그리피스 / 생프랑수아                    | Griffith / Saint-François                   | 동                           | 뒤 콜레주역                                 | 서                           | 더글라스 B/ 플로레아니 / 키어런                                               | 스틴슨         | - 평일 오전 5시 30분부터 오후 6시까지 운행 |
| 176   | 베를리오즈                               | Berlioz                                     | 북                           | 일데쇠르역                                  | 남                           | 푸앵트쉬드 종점                                                               | 프롱트낙       | |
| 177   | 티먼스                                   | Thimens                                     | 동                           | 코트베르튀역                                | 서                           | STM 생로랑 차고지                                                             | 생로랑         | |
| 179   | 드 라카디                                | De l'Acadie                                 | 북                           | 드 라카디 / 드 살라베리                     | 남                           | 아카디역                                                                      | 생드니         | |
| 180   | 드 살라베리                              | De Salaberry                                | 동                           | 소베역                                      | 서                           | 라샤펠 / 구앵                                                                 | 르장드르       | |
| 183   | 구앵 에스트                              | Gouin Est                                   | 동                           | 구앵 / 셰르브루크                           | 서                           | 로베르 슈발리에 / 셰르브루크                                                  | 앙주           | |
| 185   | 셰르브루크                               | Sherbrooke                                  | 동                           | 벨리브 / 볼드윈                             | 서                           | 프롱트낙역                                                                    | 프롱트낙       | |
| 186   | 셰르브루크 에스트                        | Sherbrooke Est                              | 동                           | 셰르부르크 / 구앵                           | 서                           | 오노레 보그랑역                                                               | 앙주           | |
| 187   | 르네 레베크                              | René-Lévesque                               | 동                           | 42번가 / 프랭스아르튀르                     | 서                           | 오노레 보그랑역                                                               | 앙주           | |
| 188   | 쿠튀르                                   | Couture                                     | 동                           | 쿠튀르 / 랑젤리에                           | 서                           | 생미셸역                                                                      | 앙주           | - 평일 출퇴근 시간대에만 운행 |
| 189   | 노트르담                                 | Notre-Dame                                  | 동                           | 셰르브루크 / 구앵                           | 서                           | 오노레 보그랑역                                                               | 앙주           | |
| 190   | 노먼                                     | Norman                                      | 동                           | 리오넬 그루역                               | 서                           | 노먼 / 클레어                                                                 |                | - 2024년 8월 26일부터 신규 운행 |
| 192   | 로베르                                   | Robert                                      | 동                           | STM 앙주 차고지                             | 서                           | 크레마지역                                                                    | 앙주           | |
| 193   | 자리                                     | Jarry                                       | 동                           | 자리 / 루이 이폴리트 라퐁텐                 | 서                           | 호위 모렌츠 아레나                                                            | 르장드르       | |
| 195   | 도르발 / 앙그리뇽                        | Dorval / Angrignon                          | 동                           | 앙그리뇽역                                  | 서                           | 도르발역                                                                      | 라살           | - 2024년 8월 26일 노선 개편으로 라살 구간 노선 변경, 노선명 또한 셰르브루크 / 노트르담(Sherbrooke / Notre-Dame)에서 도르발 / 앙그리뇽으로 변경                                          |
| 196   | 라신 공업단지                            | Parc industriel Lachine                     | 북                           | 코트베르튀역                                | 남                           | 생탄투안 / 32번가                                                             | 생로랑         | |
| 197   | 로즈몽                                   | Rosemont                                    | 동                           | 랑젤리에역                                  | 서                           | 로즈몽역                                                                      | 르장드르       | |
| 200   | 생트안드벨뷔                             | Sainte-Anne-de-Bellevue                     | 동                           | 페어뷰 터미널                               | 서                           | 맥도널드 종점                                                                 | 생로랑         | |
| 201   | 생샤를 / 생장                            | Saint-Charles / Saint-Jean                  | 북                           | 브런즈윅 / 페어뷰 푸앵트클레르              | 남                           | 오토플라자 / 브런즈윅                                                         | 생로랑         | - 페어뷰에서 생샤를과 생장을 각각 시계방향과 반시계방향으로 도는 노선으로 페어뷰 터미널은 오후 7시 이후에 진입한다.                                                                     |
| 202   | 도슨                                     | Dawson                                      | 동                           | 뒤 콜레주역                                 | 서                           | 페어뷰 터미널                                                                 | 생로랑         | |
| 203   | 카슨                                     | Carson                                      | 동                           | 도르발역                                    | 서                           | 페어뷰 터미널                                                                 | 생로랑         | |
| 204   | 카르디날                                 | Cardinal                                    | 동                           | 도르발역                                    | 서                           | 페어뷰 터미널                                                                 | 생로랑         | - 도르발 터미널이 아닌 역 북쪽에 있는 버스 회차점에서 출발한다. |
| 205   | 구앵                                     | Gouin                                       | 동                           | 록스보로 피에르퐁역                         | 서                           | 페어뷰 터미널                                                                 | 생로랑         | |
| 206   | 로제 필롱                                | Roger-Pilon                                 | 동                           | 록스보로 피에르퐁역                         | 서                           | 페어뷰 터미널                                                                 | 생로랑         | |
| 207   | 자크 비자르                              | Jacques-Bizard                              | 북                           | 쉐브르몽 / 자크 비자르                      | 남                           | 페어뷰 터미널                                                                 | 생로랑         | |
| 208   | 브런즈윅                                 | Brunswick                                   | 동                           | 록스보로 피에르퐁역                         | 서                           | 페어뷰 터미널                                                                 | 생로랑         | |
| 209   | 데 수르스                                | Des Sources                                 | 북                           | 록스보로 피에르퐁역                         | 남                           | 몬트리올 피에르 엘리오트 트뤼도 국제공항                                      | 생로랑         | |
| 211   | 보르뒤락                                 | Bord-du-Lac                                 | 동                           | 리오넬 그루역                               | 서                           | 맥도널드 종점                                                                 | 라살           | |
| 212   | 생트안                                   | Sainte-Anne                                 | 동                           | 맥도널드 종점                               | 서                           | 생트안 병원                                                                   | 생미셸         | - 미니버스로 운행하기 때문에 휠체어 승객은 이용할 수 없다. |
| 213   | 생로랑 공업단지                          | Parc industriel Saint-Laurent               | 동                           | 코트베르튀역                                | 서                           | 플라스 리비에라                                                               | 스틴슨, 생로랑 | - 평일 출퇴근 시간대에만 운행 |
| 215   | 앙리 부라사                              | Henri-Bourassa                              | 동                           | 코트베르튀역                                | 서                           | 페어뷰 터미널                                                                 | 생로랑         | |
| 216   | 트랑스캐네디엔느                         | Transcanadienne                             | 동                           | 코트베르튀역                                | 서                           | 페어뷰 터미널                                                                 | 생로랑         | - 평일 출퇴근 시간대에 운행 |
| 217   | 앙스아로름                               | Anse-à-l'Orme                               | 동                           | 페어뷰 터미널                               | 서                           | 드 랑스아로름 / 팀벌리 트레일                                                 | 생로랑         | |
| 218   | 앙투안 포콩                              | Antoine-Faucon                              | 동                           | 페어뷰 터미널                               | 서                           | 샤토 피에르퐁 / 오카                                                          | 생로랑         | - 평일 출퇴근 시간대 운행 |
| 219   | 슈망 생트마리                            | Chemin Sainte-Marie                         | 동                           | 페어뷰 터미널                               | 서                           | 클라크 그레이엄                                                               | 생로랑         | - 평일 출퇴근 시간대 운행 |
| 220   | 키어런                                   | Kieran                                      | 동                           | 뒤 콜레주역                                 | 서                           | 키어런 / 더글라스 B. 플로레아니                                               | 생로랑         | - 평일 하루 3회 운행 |
| 225   | 하이머스                                 | Hymus                                       | 동                           | 코트베르튀역                                | 서                           | 페어뷰 터미널                                                                 | 생로랑         | - 평일 출퇴근 시간대 운행 |
| 350   | 베르됭 / 라살                            | Verdun / LaSalle                            | 동                           | 프롱트낙역                                  | 서                           | 라플뢰르 / 뉴먼 종점                                                          | 라살           | |
| 353   | 라코르데르 / 모리스 뒤플레시             | Lacordaire / Maurice-Duplessis              | 동                           | 모리스 뒤플레시 / 리비에르데프레리          | 서                           | 프롱트낙역                                                                    | 앙주           | |
| 354   | 생트안드벨뷔 / 시내                      | Sainte-Anne-de-Bellevue / Centre-ville      | 동                           | 앳워터역                                    | 서                           | 생트안드벨뷔역                                                                | 라살           | |
| 355   | 피뇌프                                   | Pie-IX                                      | 북                           | 앙리 부라사 / 피뇌프                        | 남                           | 앳워터역                                                                      | 앙주           | |
| 356   | 라신 / 몬트리올 공항 / 데 수르스         | Lachine / YUL Aéroport / Des Sources        | 동                           | 프롱트낙역                                  | 서                           | 서니브루크역                                                                  | 라살           | |
| 357   | 생미셸                                   | Saint-Michel                                | 북                           | 생미셸 / 앙리 부라사                        | 남                           | 프롱트낙역                                                                    | 프롱트낙       | |
| 358   | 생트카트린                               | Sainte-Catherine                            | 동                           | 프롱트낙역                                  | 서                           | 앳워터역                                                                      | 프롱트낙       | |
| 359   | 파피노                                   | Papineau                                    | 북                           | 앙리 부라사 / 세갱                          | 남                           | 파피노역                                                                      | 몽루아얄       | |
| 360   | 아브뉘 데 팽                             | Avenue des Pins                             | 동                           | 프롱트낙역                                  | 서                           | 앳워터역                                                                      | 라살           | |
| 361   | 생드니                                   | Saint-Denis                                 | 북                           | 앙리 부라사역                               | 남                           | 플라스다름역                                                                  | 생드니         | |
| 362   | 오슐라가 / 노트르담                      | Hochelaga / Notre-Dame                      | 동                           | 100번가 / 뷔로                              | 서                           | 프롱트낙역                                                                    | 앙주           | |
| 363   | 생로랑                                   | Saint-Laurent                               | 북                           | 앙리 부라사역                               | 남                           | 플라스다름역                                                                  | 생드니         | |
| 364   | 셰르부르크 / 조셉 르노                   | Sherbrooke / Joseph-Renaud                  | 동                           | STM 앙주 차고지                             | 서                           | 앳워터역                                                                      | 앙주           | |
| 365   | 아브뉘 뒤 파크                           | Avenue du Parc                              | 북                           | 라샤펠 / 구앵                               | 남                           | 생탄투안 / 생튀르뱅                                                           | 르장드르       | |
| 368   | 아브뉘 뒤 몽루아얄                       | Avenue du Mont-Royal                        | 동                           | 프롱트낙역                                  | 서                           | 코트베르튀역                                                                  | 몽루아얄       | |
| 369   | 코트데네이주                             | Côte-des-Neiges                             | 북                           | 나뮈르역                                    | 남                           | 앳워터역                                                                      | 스틴슨         | |
| 370   | 로즈몽                                   | Rosemont                                    | 동                           | 오노레 보그랑역                             | 서                           | 킬데어 / 웨스트민스터                                                         | 생드니         | |
| 371   | 데카리                                   | Décarie                                     | 북                           | STM 생로랑 차고지                           | 남                           | 앳워터역                                                                      | 스틴슨         | |
| 372   | 장 탈롱                                  | Jean-Talon                                  | 동                           | 모리스 뒤플레시 / 리비에르데프레리          | 서                           | 나뮈르역                                                                      | 앙주           | |
| 376   | 피에르퐁 / 시내                          | Pierrefonds / Centre-ville                  | 동                           | 앳워터역                                    | 서                           | 피에르퐁 / 생샤를                                                             | 생로랑         | |
| 378   | 소베 / 몬트리올 공항                     | Sauvé / YUL Aéroport                        | 동                           | 생미셸 / 소베 ( 도르발역 경유)              | 서                           | 몬트리올 피에르 엘리오트 트뤼도 국제공항                                      | 생로랑         | - 도르발역은 동부 방면 버스만 정차한다. |
| 380   | 앙리 부라사                              | Henri-Bourassa                              | 동                           | L. J. 포르제 / 래리                         | 서                           | 스틴슨 / 몽플리에                                                             | 스틴슨         | |
| 382   | 피에르퐁 / 생샤를                        | Pierrefonds / Saint-Charles                 | 동                           | 나뮈르역                                    | 서                           | 비컨스필드역                                                                  | 생로랑         | |
| 401   | 생샤를 급행                              | Express Saint-Charles                       | 북                           | 세젭 제랄드 고댕                            | 남                           | 비컨스필드역                                                                  | 생로랑         | |
| 405   | 보르뒤락 급행                            | Express Bord-du-Lac                         | 동                           | 리오넬 그루역                               | 서                           | 맥도널드 종점                                                                 | 라살           | |
| 407   | 일비자르 급행                            | Express Île-Bizard                          | 동                           | 록스보로 피에르퐁역                         | 서                           | 쉐브르몽 / 자크 비자르                                                        | 생로랑         | |
| 409   | 데 수르스 급행                           | Express Des Sources                         | 북                           | 앙셀름 라비뉴 / 르네 에마르                 | 남                           | 뒤 콜레주역                                                                   | 생로랑         | |
| 410   | 노트르담 급행                            | Express Notre-Dame                          | 동                           | 100번 / 뷔로                                | 서                           | 루시앙 랄리에역                                                               | 몽루아얄       | |
| 411   | 리오넬 그루 급행                         | Express Lionel-Groulx                       | 동                           | 리오넬 그루역                               | 서                           | 맥도널드 종점                                                                 | 라살           | |
| 419   | 존 애버트 급행                           | Express John-Abbott                         | 동                           | 페어뷰 터미널                               | 서                           | 존 애버트 대학                                                                | 생로랑         | - 여름 기간에 한해 주말에도 운행하며 이코뮤지엄 동물원과 맥도널드 종점을 경유한다. |
| 420   | 노트르담드그라스 급행                    | Express Notre-Dame-de-Grâce                 | 동                           | 메트칼프 / 르네 레베크                      | 서                           | 코트생룩 / 웨스트민스터                                                       | 라살           | |
| 425   | 앙스아로름 급행                          | Express Anse-à-l'Orme                       | 동                           | 리오넬 그루역                               | 서                           | 드 랑스아로름 / 팀벌리 트레일                                                 | 라살           | |
| 427   | 생조셉 급행                              | Express Saint-Joseph                        | 동                           | 로리에 / 피뇌프                             | 서                           | 기-컨커디아역                                                                 | 몽루아얄       | |
| 428   | 동부 산업단지 급행                       | Express Parcs industriels de l'Est          | 북                           | 리비에르데프레리역                          | 남                           | 라디송역                                                                      | 앙주           | |
| 430   | 푸앵토트랑블 급행                        | Express Pointe-aux-Trembles                 | 동                           | 81번가 / 노트르담                           | 서                           | 루시앙 랄리에역                                                               | 몽루아얄       | |
| 432   | 라코르데르 급행                          | Express Lacordaire                          | 북                           | 페라 / 아르망 봄바르디에                    | 남                           | 카디약역                                                                      | 앙주           | |
| 439   | 피뇌프 급행                              | Express Pie-IX                              | 북                           | 앙리 부라사 / 피뇌프 세젭 마리 빅토랭       | 남                           | 피뇌프역 피뇌프 / 노트르담                                                    | 르장드르       | - 평일 상시, 주말 오전 8시부터 오후 9시까지 운행 |
| 439   | 피뇌프 / 라발 급행                       | Express Pie-IX / Laval                      | 북                           | 생마르탱 환승 주차장 (라발)                 | 남                           | 피뇌프역 피뇌프 / 노트르담                                                    | 르장드르       | - 평일 출퇴근 시간대와 주말 일부 시간대에 운행 |
| 440   | 샤를루아 급행                            | Express Charleroi                           | 동                           | 세젭 마리 빅토랭                            | 서                           | 소베역                                                                        | 르장드르       | |
| 444   | 세젭 마리 빅토랭 급행                    | Express Cégep Marie-Victorin                | 북                           | 세젭 마리 빅토랭                            | 남                           | 라디송역                                                                      | 앙주           | |
| 445   | 파피노 급행                              | Express Papineau                            | 동                           | 20번가 / 드 벨샤스                          | 서                           | 드 라 카테드랄 / 르네 레베크                                                  | 생드니         | |
| 448   | 모리스 뒤플레시 급행                     | Express Maurice-Duplessis                   | 동                           | 6번가(rue) / 70번가(avenue)                 | 서                           | 라디송역                                                                      | 앙주           | |
| 449   | 리비에르데프레리 급행                    | Express Rivière-des-Prairies                | 북                           | 리비에르데프레리역                          | 남                           | 라디송역                                                                      | 앙주           | |
| 460   | 메트로폴리탄 급행                        | Express Métropolitaine                      | 동                           | 갈르리 당주 도르발역 경유                   | 서                           | 몬트리올 피에르 엘리오트 트뤼도 국제공항 도르발역 경유                        | 르장드르       | |
| 465   | 코트데네이주 급행                        | Express Côte-des-Neiges                     | 북                           | 빌드몽루아얄역                              | 남                           | 생로랑역                                                                      | 스틴슨         | |
| 467   | 생미셸 급행                              | Express Saint-Michel                        | 북                           | 생미셸 / 앙리 부라사                        | 남                           | 졸리엣역                                                                      | 르장드르       | |
| 468   | 피에르퐁 / 구앵 급행                     | Express Pierrefonds / Gouin                 | 동                           | 코트베르튀역                                | 서                           | 피에르퐁 하수처리시설                                                         | 생로랑         | |
| 469   | 앙리 부라사 급행                         | Express Henri-Bourassa                      | 동                           | 레제 / 랑젤리에                             | 서                           | 앙리 부라사역                                                                 | 르장드르       | |
| 470   | 피에르퐁 급행                            | Express Pierrefonds                         | 동                           | 코트베르튀역                                | 서                           | 피에르퐁 / 뒤 샤토피에르퐁                                                    | 스틴슨         | - 매일 상시 운행 |
| 475   | 돌라르데조르모 급행                      | Express Dollard-des-Ormeaux                 | 동                           | 코트베르튀역                                | 서                           | 돌라르데조르모 시립센터                                                       | 생로랑         | |
| 480   | 뒤 파크 급행                             | Express Du Parc                             | 북                           | 퀘르브 / 뒤로쉐                             | 남                           | 르네 레베크 / 기                                                              | 스틴슨         | - 평일 아침 일부 버스는 파크 기차역에서 출발한다. |
| 485   | 앙투안 포콩 급행                         | Express Antoine-Faucon                      | 동                           | 리오넬 그루역                               | 서                           | 피에르퐁 / 뒤 샤토 피에르퐁                                                   | 스틴슨         | |
| 486   | 셰르브루크 급행                          | Express Sherbrooke                          | 동                           | 셰르브루크 / 구앵                           | 서                           | 오노레 보그랑역                                                               | 앙주           | |
| 487   | 부드릴 급행                              | Express Bout-de-l'Île                       | 동                           | 100번 / 뷔로                                | 서                           | 오노레 보그랑역                                                               | 앙주           | |
| 491   | 프로보스트 급행                          | Express Provost                             | 동                           | 리오넬 그루역                               | 서                           | 리멤버런스 / 32번가                                                           | 라살           | - 2024년 8월 26일부터 20번 고속도로 전용차선을 이용하기 위해 노선 개편 - 노선명 또한 라신 급행(Express Lachine)에서 프로보스트 급행으로 변경                                            |
| 496   | 빅토리아 급행                            | Express Victoria                            | 동                           | 리오넬 그루역                               | 서                           | 도르발역                                                                      | 라살           | - 2024년 8월 26일부터 평일 출퇴근 시간대에 최대 12분 간격으로 운행 |
| 711   | 몽루아얄 공원 / 성 요셉 성당             | Parc du Mont-Royal / Oratoire               | 동                           | 몽루아얄역 (평상시) 로리에역 (여름 기간)    | 서                           | 스노든역                                                                      | 스틴슨         | - 여름 기간에 매일 운행하고 나머지 계절에는 주말에만 운행한다. |
| 747-1 | 몬트리올 공항 / 시내                     | YUL Aéroport / Centre-ville                 | 동                           | 몬트리올 버스 터미널 베리-UQAM역 경유       | 서                           | 몬트리올 피에르 엘리오트 트뤼도 국제공항 리오넬 그루역 경유                   | 스틴슨         | |
| 747-2 | 몬트리올 공항 / 시내                     | YUL Aéroport / Centre-ville                 | 동                           | 리오넬 그루역                               | 서                           | 몬트리올 피에르 엘리오트 트뤼도 국제공항 리오넬 그루역 경유                   | 스틴슨         | |
| 767   | 라롱드 / 장 드라포역                     | La Ronde / Station Jean-Drapeau             | 동                           | 장 드라포역                                 | 서                           | 라롱드                                                                        | 프롱트낙       | - 여름 기간에만 운행 |
| 768   | 장 도레 강수욕장                         | Plage Jean-Doré                             | 동                           | 장 드라포역                                 | 서                           | 장 도레 강수욕장                                                              | 프롱트낙       | - 여름 기간에만 운행 |
| 769   | 라롱드 / 파피노역                        | La Ronde / Papineau                         | 북                           | 파피노역                                    | 남                           | 라롱드                                                                        | 프롱트낙       | - 평일 출퇴근 시간대에만 운행 |
| 777   | 장 드라포역 / 카지노 / 보나방튀르        | Station Jean-Drapeau / Casino / Bonaventure | 동                           | 장 드라포역 (몬트리올 카지노 경유)          | 서                           | 보나방튀르역 (몬트리올 카지노 경유)                                           | 프롱트낙       | |
| 811   | 의료시설 셔틀버스                        | Navette Services Santé                      | 라디송역에서 순환선으로 운행 | 라디송역에서 순환선으로 운행                | 라디송역에서 순환선으로 운행 | 라디송역에서 순환선으로 운행                                                  | 프롱트낙       | - 루이 H. 라퐁텐 다리 및 터널 공사에 따른 대안 교통수단으로 운행 중 - 평일에 20분 간격으로 운행                                                                                         |
| 822   | 롱그푸앵트 셔틀버스                      | Navette Longue-Pointe                       | 라디송역에서 순환선으로 운행 | 라디송역에서 순환선으로 운행                | 라디송역에서 순환선으로 운행 | 라디송역에서 순환선으로 운행                                                  | 프롱트낙       | - 루이 H. 라퐁텐 다리 및 터널 공사에 따른 대안 교통수단으로 운행 중 - 평일 출근 시간부터 퇴근 시간대까지 운행                                                                           |
| 872   | 일데쇠르 셔틀버스                        | Navette Île-des-Soeurs                      | 북                           | 맥길역                                      | 남                           | 마게리트 부르주아 / 데 파세로                                                 | 프롱트낙       | - REM 2단계 구간 개통 전까지 시내와 일데쇠르 사이를 평일 출퇴근 시간대에 운행하는 셔틀버스이다.                                                                                         |
| 968   | 록스보로 / 코트베르튀 철도 대체 셔틀버스 | Trainbus Roxboro / Côte-Vertu               | 동                           | 코트베르튀역                                | 서                           | 록스보로 피에르퐁역                                                           | 생로랑         | - 두몽타뉴선 운행 중단에 따라 지하철역과 통근열차 역 사이를 대체 운행하고 있는 셔틀버스로 매일 상시 운행한다.                                                                           |

## 같이 보기
- 몬트리올 지하철